# Coração de Luto (canção)
Coração de Luto é uma canção de 1960, composta e gravada por Teixeirinha, sendo um dos maiores sucessos da música brasileira. O lançamento de "Coração de Luto" tornou-se sucesso nacional. Até hoje, a música já foi regravada por diversos intérpretes, entre eles, a dupla Milionário e José Rico, com uma roupagem mais sertaneja.
A letra da canção é autobiográfica e descreve a infância triste de Teixeirinha, relatando a morte trágica de sua mãe, D. Ledurina, que, por sofrer de epilepsia, desmaiou sobre uma fogueira, feita por ela para queimar o lixo, morrendo queimada no pátio de casa. Por conta da letra dessa canção, o apresentador de televisão Flávio Cavalcanti disse que Teixeirinha estava fazendo sucesso às custas de sua mãe, e rebatizou a canção, pejorativamente, de Churrasquinho de Mãe. O problema é que este novo nome acabou pegando, e muitos até acham que, de fato, a canção se chama Churrasquinho de Mãe. No programa da Marília Gabriela, por exemplo, a apresentadora perguntou ao sofrido compositor: "Que história é essa de churrasquinho?" Acometido por violento ataque de choro, Teixeirinha mal conseguiu balbuciar explicação para a brincadeira de gosto duvidoso, enquanto a entrevistadora se encolhia de vergonha no famoso sofá.
O filme Coração de Luto, baseado na história desta música, foi lançado sete anos depois de a canção ter sido gravada.